# Памела Вурхиз
Памела Сью Вурхиз (англ. Pamela Sue Voorhees) — персонаж сериала ужасов «Пятница, 13», главная злодейка первого фильма, мать Джейсона Вурхиза. Раньше она работала поваром в лагере у Хрустального озера. В первых фильмах героиню называли просто миссис Вурхиз, и лишь в четвёртой части стало известно её имя — Памела. В двух фильмах оригинальной серии роль исполнила актриса Бетси Палмер. В фильме «Фредди против Джейсона» роль Памелы сыграла Пола Шоу, а в ремейке — Нана Визитор. Так же в некоторых эпизодах её сыграли Конни Хоган и Мэрилин Поучер.

## Классическая серия
Памела Вурхиз родилась в 1930 году. В возрасте 15 лет она забеременела от Элиаса Вурхиза, и 13 июня 1946 года, в возрасте 16 лет родила сына, страдающего гидроцефалией, которого она назвала Джейсоном. Спустя год супруги развелись, но Памела решила оставить фамилию мужа. Из-за болезни, Памела не позволила мальчику ходить в обычную школу, проявляя чрезмерную заботу о сыне.
Женщина получает должность повара в детском лагере на берегу Хрустального озера. В роковой день в 1957 году, Джейсон, которого дразнили ребята в лагере, падает в озеро, и по недосмотру вожатых погибает — мальчик не умел плавать, а рядом не оказалось никого, кто мог бы вытащить его из воды. В это время вожатые находились в одной из кабинок на закрытой вечеринке, где они курили марихуану, а некоторые занимались сексом.
Тело Джейсона так и не нашли, и власти посчитали, что мальчик утонул. С тех пор Памела во всём винила вожатых — сама в тот день она работала и не могла приглядывать за сыном.
После смерти Джейсона Памела начала сходить с ума и слышать голоса сына, приказывающего ей  убивать. В 1958 году, год спустя после смерти сына, Памела жестоко убивает двух вожатых, которых она винила в гибели Джейсона. После этих событий лагерь закрыли и местные жители стали называть его «Кровавым лагерем». В 1962 году владелец попытался вновь открыть лагерь, но Памела отравила питьевую воду и устроила несколько пожаров на территории. Лагерь вновь закрыли, и он оставался заброшенным вплоть до лета 1979 года, когда у лагеря появились новые владельцы. Всё это время Памела жила в доме, находившемся на территории лагеря — никто не знал, что именно эта женщина пыталась предотвратить открытие лагеря.
13 июня 1979 года новый владелец лагеря Стив Кристи привозит в глухие места команду вожатых, чтобы подготовить лагерь к открытию, несмотря на предупреждения местных жителей о том, что на лагере лежит проклятье. Желая помешать молодым людям, Памела убивает Стива и ещё шестерых вожатых.
Между тем, последняя выжившая девушка, Элис Харди, находит тела друзей и встречает Памелу, рассказавшую ей о смерти Джейсона. Женщина пытается убить и Элис, но девушка вынуждена защищать себя — она хватает мачете и отрубает Памеле голову.
Два месяца спустя, Джейсон, который, как выясняется, не утонул в озере, и все эти годы жил в лесу, находит Элис и убивает девушку, мстя за гибель матери. Перед смертью Элис находит в своём холодильнике отрубленную голову Памелы — затем Джейсон забирает труп девушки и голову матери с собой в хижину в лесу, где он жил всё это время. После своего первого кровавого визита в лагерь и ранения в плечо, Джейсон вынужден оставить хижину, куда он также принёс тела некоторых из своих жертв.
После того, как хижина была обнаружена властями, Памелу похоронили на придорожном кладбище. Несколько лет спустя, когда Томми Джарвис убивает Джейсона, выясняется, что могилу Памелы и Джейсона перенесли на кладбище «Вечный покой» (англ. Eternal Peace Cemetery).

### В продолжениях
Хотя Памела не стала бессмертной как её сын, она появляется несколько раз в следующих фильмах.
В конце второй части Памела появляется в видении Джейсона, когда одна из жертв пытается убедить маньяка, что перед ним миссис Вурхиз.
В конце третьего фильма обезображенный труп женщины выпрыгивает из Хрустального озера — точно так же, как юный Джейсон в конце первой части — и хватает за плечи героиню по имени Крис Хиггинс, находящуюся в лодке — роль Памелы сыграла Марлин Пушер, второй ассистент режиссёра картины, загримированная до неузнаваемости. Однако эта сцена оказалась лишь кошмарным сном.
В фильме «Фредди против Джейсона» роль Памелы исполнила актриса Пола Шоу (Бэтси Палмер отказалась от роли, посчитав её слишком маленькой) — призрак женщины находит Джейсона в Аду и приказывает сыну убивать детей с улицы Вязов. Позже выясняется, что это был не призрак, а перевоплотившийся Фредди Крюгер, использовавший Джейсона в своих целях.
В интервью Джон Карл Бьюлер рассказал, что по задумке в седьмом фильме должна была быть сцена, в которой у Тины случается видение — Джейсон держит в руках отрезанную голову Памелы, кричащую «Помоги мне, мамочка!». Создатели посчитали, что это было бы уже чересчур, и отказались от съёмок сцены. Кроме того считалось, что героиня появится в сцене-флэшбэка в девятом фильме. Наконец, в фильме «Джейсон X» должна была появиться голограмма Памелы, которую разрушает сам Джейсон — тем самым создатели хотели подчеркнуть, насколько злым стал Джейсон после превращения в киборга-зомби — роль должна была исполнять всё та же Палмер, но она не смогла договориться с продюсерами.

### Жертвы
Барри — пырнут ножом, Клоретт — убита за кадром, Энни — перерезано горло, Нед — перерезано горло, Джек — горло проткнуто стрелой, Марси — топор вбит в лицо, Стив — пырнут ножом, Бредна — задушена верёвкой за кадром.

### Комиксы
В мини-серии «Jason vs. Leatherface» от издательства «Topps Comics», по неизвестным причинам героиню переименовали в Дорис (англ. Doris) — мать Джейсона появляется в двух сценах-флэшбэках в первом и втором выпусках. В первой сцене юный Джейсон пишет своё имя на доске в воспоминаниях маньяка, когда Дрэйтон Сойлер спрашивает имя Вурхиза. Во втором флэшбэке Джейсон видит, как его мать убивает отца, Элиаса Вурхиза, когда тот избивал сына.

## Другие появления

### Ремейк
Памела на мгновенье появляется в ремейке во время начальных титров, когда молодая девушка (вероятно, Элис) отрубает ей голову. Позже юный Джейсон находит её медальон с фотографией внутри, на которой изображены он и его мать. Затем Джейсон слышит её голос: «Убей ради мамы!»
В тизер-трейлере ремейка 2009 года используется монолог из оригинального фильма, где миссис Вурхиз рассказывает свою историю Элис, но голос для записи обеспечила не Нана Визитор, а актриса Кэтлин Гаррет. Когда фильм вышел, Бэтси Палмер заявила, что голос очень похож на её, хотя она не давала своего разрешения на использование материалов. Чтобы избежать проблем с законом, продюсеры позволили актрисе прослушать запись в чистом виде и убедиться, что голос принадлежит не ей. Однако Палмер всё ещё была уверена, что на плёнке звучит её голос. Билл Нейл свидетельствовал в пользу того, что он лично присутствовал во время записи Кэтлин Гаррет, которой принадлежит голос, и что это он работал над тизер-трейлером. По словам Нейла, оригинальная плёнка с голосом Палмер сопровождалась различными звуковыми эффектами, и даже при современных технологиях монтажа, нельзя было добиться такой тщательной очистки плёнки от посторонних звуков — таким образом, вероятность использования семпла из оригинального фильма в трейлере отпадает сама собой.

### Видеоигры
Голова Памелы является боссом на уровне тайной пещеры в игре для NES по мотивам фильма «Пятница, 13». Голова летает по комнате, после того как поднялась с пьедестала в воздух в мерцании свечей, и нападает на игрока — дизайн похож на хижину Джейсона из второй части. Чтобы закончить уровень, Джейсона надо победить 3 раза, а Памелу — четыре. Каждая победа даёт игроку уникальный предмет — мачете, топор, её свитер и вилы.
В игре 2017 года «Friday the 13th: The Game» эпизодически появляется голова Памелы и её свитер. Также есть множество записей голоса Памелы (озвучивает актриса Дженифер Энн Бартон).
В игре 2018 года «Friday the 13th: Killer Puzzle» голова Памелы даёт подсказки Джейсону.

### Игрушки
Игрушки в виде Памелы Вурхиз издавали компании «Sideshow Collectibles» и «National Entertainment Collectibles Association» («NECA»).